# Impatiens cryptoneura
Impatiens cryptoneura är en balsaminväxtart som beskrevs av Joseph Dalton Hooker. Impatiens cryptoneura ingår i släktet balsaminer, och familjen balsaminväxter. Inga underarter finns listade i Catalogue of Life.